# Igreja Teótoco de Vale

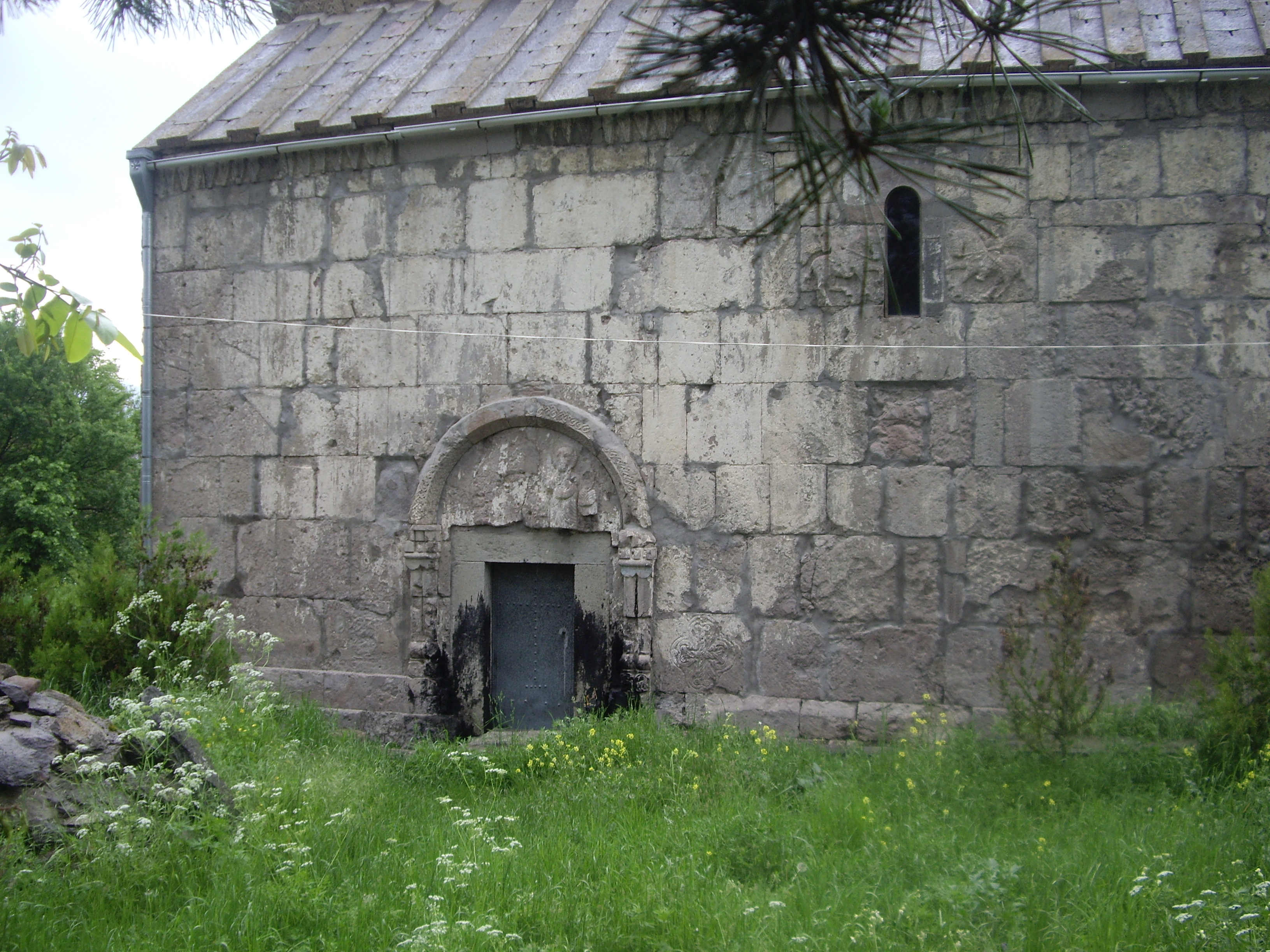
Igreja Teótoco de Vale

A igreja Teótoco de Vale (em georgiano:  ვალეს ღვთისმშობლის ეკლესია) é uma igreja ortodoxa medieval construída em homenagem a Teótoco, localizada na cidade de Vale, na região Mesquécia-Javaquécia no sul da Geórgia.

## História
A igreja era originalmente uma igreja de cúpula. Com o tempo, sua cúpula e seus arcos desmoronaram e, em 1561-1564, o prédio foi reconstruído. O edifício existente é um monumento do século XVI, uma basílica de três naves, resultado da remodelação de uma antiga igreja abobadada do final do século X, da qual partes de decorações luxuosas, como esculturas em relevo de leigos, clérigos e santos equestres, sobrevivem., bem como cornijas e caixilhos de janelas. Uma torre sineira no telhado é um acréscimo dos séculos XVIII e XIX. Uma inscrição georgiana do século XVI na escrita Asomtavruli revela que a igreja foi reconstruída por Dedisimedi, princesa-consorte do Principado de Samtskhe, da qual a Vale fazia parte.
Em 2006, a igreja recebeu a categoria de monumento cultural da nação segundo o Decreto do Presidente da Geórgia.